# Sidymella spinifera
Sidymella spinifera là một loài nhện trong họ Thomisidae.
Loài này thuộc chi Sidymella. Sidymella spinifera được Cândido Firmino de Mello-Leitão miêu tả năm 1929.